# Kaidansaari (ö i Södra Savolax, Pieksämäki, lat 62,22, long 27,95)
Kaidansaari är en ö i Finland. Den ligger i sjön Haukivesi och i kommunen Jorois i den ekonomiska regionen  Pieksämäki ekonomiska region  och landskapet Södra Savolax, i den södra delen av landet, 280 km nordost om huvudstaden Helsingfors. Öns area är 3,6 hektar och dess största längd är 450 meter i öst-västlig riktning.